# Opuntia bella
Opuntia bella ist eine Pflanzenart in der Gattung der Opuntien (Opuntia) aus der Familie der Kakteengewächse (Cactaceae). Das Artepitheton bella stammt aus dem Lateinischen und bedeutet ‚hübsch‘.

## Beschreibung
Opuntia bella wächst strauchig und bildet dichte Dickichte mit Wuchshöhen von bis zu 1,5 Meter. Die trüb dunkelgrünen, länglichen Triebabschnitte sind an ihren Rändern gewellt. Sie sind 10 bis 16 Zentimeter lang. Die auf ihnen befindlichen Blattrudimente sind bis zu 2,5 Millimeter lang. Die leicht hervorstehenden, kleinen, braun befilzten Areolen tragen braune Glochiden. Die zwei bis sechs ungleichen, nadeligen Dornen sind weiß und erreichen eine Länge von bis zu 2 Zentimeter.
Die schwefelgelben Blüten verfärben sich im Alter orangegelb. Sie erreichen eine Länge von bis zu 5 Zentimeter. Die kleinen Früchte sind grünlich gelb.

## Verbreitung und Systematik
Opuntia bella ist im Westen Kolumbiens verbreitet.
Die Erstbeschreibung erfolgte 1919 durch Nathaniel Lord Britton und Joseph Nelson Rose.

## Nachweise